# Tot oder Torte
Tot oder Torte (The Baker) ist eine britische Thriller-Komödie von Gareth Lewis aus dem Jahr 2007. Die Hauptrollen spielten Damian Lewis, Kate Ashfield und Nikolaj Coster-Waldau. Ein Ex-Profi-Killer versucht sich in einem kleinen walisischen Dorf zur Ruhe zu setzen und eröffnet dort eine Bäckerei. Er schafft es aber nicht, sein früheres Leben ganz hinter sich zu lassen. Im Original ist der Film auch unter dem Titel „Assassin in Love“ bekannt.

## Handlung
Milo ist ein unzufriedener Profi-Killer. Als Milo seinem letzten Opfer auflauert, hat er einen Gesinnungswandel und bietet seinem Opfer an, unterzutauchen, anstatt getötet zu werden. Bjorn, ein rivalisierender Killer, der für die gleiche Organisation arbeitet, taucht auch dort auf und tötet den Mann trotzdem. Bjorn macht klar, dass er Milos Fehlverhalten nutzen wird, um den Tötungsauftrag für ihn zu erhalten.
Leo, ein im Altersheim lebender Bekannter von Milo, verschafft ihm die Möglichkeit, in einem kleinen walisischen Dorf unterzutauchen. Milo erkennt seine Chance und eröffnet eine Bäckerei, da das Dorf keine mehr hat. Langsam gewinnt er das Vertrauen der skurrilen Dorfbevölkerung, die allerlei ungewöhnlichen Tätigkeiten nachgeht. So werden Nachbars Gartenzwerge mit Hämmern zerschlagen und ab und zu explodiert schon mal ein Schaf.
Am Ende kommt es zur Konfrontation mit Bjorn und einem Zweikampf über mehrere Waffengattungen in einer zerfallenen Burg. Die Einwohner besinnen sich auf ihre Gemeinsamkeit und retten Milo, der fortan mit Rhiannon die Bäckerei neu aufbaut und sich im Dorf integriert.

## Kritiken
Das Lexikon des internationalen Films urteilt: „Schräge Krimikomödie, in der schwarzer Humor manchen Klamauk adelt.“